# Langelot (personnage)
Pour la série littéraire, voir Langelot.
Langelot est le nom d'un personnage fictif, héros principal de la série de romans d'espionnage Langelot écrite par le Lieutenant X. 
Orphelin de père et de mère, Langelot est officier (avec le grade de sous-lieutenant) d'un service de renseignement français intitulé Service national d'information fonctionnelle (SNIF). Sa spécialité est la protection, des personnes ou des secrets nationaux.
Quarante volumes en vingt années (de 1965 à 1985) relatent quarante missions du héros, chacune d'une durée allant de quelques jours à une semaine.

## Biographie fictive

### Enfance
Langelot est orphelin de père et de mère, à la suite d'un accident d'avion.
Il a effectué ses années de lycée au Lycée Claude-Bernard, dans le seizième arrondissement de Paris, tout comme l'auteur, Vladimir Volkoff.
Il s'engage au SNIF et dans l'armée à l'âge de dix-huit ans.

### Formation et première mission
Le premier volume met en scène le recrutement, puis la formation de Langelot à l'école du « SNIF », durant une année. Cette école est installée sur un navire spécialement aménagé, en perpétuel déplacement. Le capitaine Montferrand fait partie de ses instructeurs, étant alors commandant en second de l'école. Sans avoir reçu de mission formelle, Langelot détecte et déjoue une action ennemie visant à détruire cette école de formation d'agents secrets. Il termine l'école du SNIF au mois de juillet. À l'automne suivant, sa première mission consiste à protéger le Professeur Roche-Verger ainsi que sa fille, des agents notamment italiens et anglais, le temps du lancement de la fusée Rosalie.

### Missions mondiales
Hormis les toutes premières et les toutes dernières, les missions de Langelot se déroulent dans leur majorité à l'étranger. À l'exception de l'Asie, Langelot visite tous les continents, illustrant différentes cultures et traditions. 
En Afrique, Langelot se rend notamment au Sahara où il démantèle une organisation d'espionnage industriel (le BIDI), dans le pays fictif de la « Côte d'Ebène » pour protéger la fille du président Andronymos et libérer le pays de Damba Damba, manipulé par le colonel Chibani. À Koubako, sa capitale, Langelot délivre un opposant de Chibani, sauve des otages en leur faisant réaliser un détournement d'avion et sabote des missiles confiés au colonel Chibani. Lors d'une autre mission, Langelot part entraîner des singes à Bab-el-salem en République de Djibouti et déjoue une opération visant à faire exploser la Tour Eiffel au moyen de babouins porteurs d'explosifs.
En Amérique, Langelot se rend au Canada pour sauver l'économie du pays, menacée d'une surtension électrique généralisée. Au Québec, il sauve une jeune danseuse arrivant d'un pays totalitaire de l'est européen et favorise sa demande d'asile politique. À New York, puis en Floride, Langelot confond des traîtres agissant pour installer un climatiseur défectueux dans la cabine spatiale d'un astronaute. Il libère une jeune scientifique française, spécialiste de bactériologie, des agents du SPHINX qui la retiennent prisonnière. Engagé plus tard pour assassiner le président des États-Unis, il remonte jusqu'aux commanditaires du complot, notamment un sénateur opposé à la politique pro-européenne du président en question. Au Brésil, Langelot doit mettre la main sur un stock de plutonium, entreposé naguère par Schmitsky, amateur de bombes atomiques.
En Europe, Langelot met fin à des destructions de monuments publics en Angleterre. Il défait également les implantations britanniques de Monsieur T à Londres. Il se rend également en Allemagne et en Sardaigne pour démanteler les réseaux locaux de Monsieur T. En Italie, notamment à Rome, il doit remettre la main sur une partie du dispositif de mise à feu nucléaire volé au président de la République et fait la connaissance d'un agent de la police romaine, Lucia Cinquegrana, avec laquelle il va démasquer un Secrétaire d'État italien proche de la mafia. En Suisse, il protège la technologie laser française durant une exposition internationale au bord du lac Léman. Il agit en France pour retrouver à Paris le Professeur Roche-Verger enlevé par Monsieur T ; le réseau français « Terreur Totale » du malfaiteur est alors stoppé. Langelot trouve ensuite une base arrière et un émetteur utilisé par le SPHINX pour ses activités nocives, installés aux larges des côtes françaises. Plus tard, Langelot se fait enlever par le colonel Chibani. Prisonnier dans une mine, à Houlgate, il rencontre le général Bomarsund, supérieur hiérarchique du colonel et le SNIF le libère. Langelot sauve la vie du général commandant le SNIF. À Versailles, il devient garde du corps temporaire du fils héritier d'un Prince ami de la France et met fin à l'enlèvement de ce jeune prince, près de Tours. Sur la Côte d'Azur, Langelot découvre une usine aux activités douteuse et désarme une bombe atomique qui avait été manœuvrée. En Espagne, Langelot se fait embaucher sur un pétrolier qu'un agent du SPHINX fait exploser à distance. Langelot doit sauver l'équipage et éviter la marée noire. À Eivissa, sur l'île d'Ibiza, il met un terme à l'action du SPHINX opérant localement un centre de détection nautique.
Naviguant en voilier en Polynésie française, Langelot échoue volontairement sur l'île fictive de Toupatou, puis se rend sur celle de Paramotou où des scientifiques français travaillent à des formules de carburant de fusée. Langelot met à jour l'organisation des fuites dans leurs travaux.

### Dernières missions en France
Volkoff met l'accent, dans ces ultimes épisodes, sur le caractère militaire des activités de Langelot.
C'est en France que le héros mène ses dernières missions, protégeant un bataillon parachutiste fictif, le Bataillon d'Intervention Générale (BING), qui semble inspiré du GIGN[réf. nécessaire]. À la suite du meurtre d'un capitaine du SNIF, Langelot se rend en Dordogne dans une communauté, un phalanstère, qui vise à nuire au BING, et dont les installations sont proches géographiquement. Langelot déjoue les manœuvres et infiltre le BING. L'île d'Oboubou est aux mains du SPHINX, encore actif au terme des missions de Langelot. Ce dernier met fin au coup de main.
Dans sa dernière mission, Langelot gère une prise de jeunes otages, dans un orphelinat. Avec cette ultime mission, en 1986, les aventures de Langelot s'arrêtent sans autre information sur son devenir.

## Caractéristiques
« Langelot » est le nom de famille du personnage. Son prénom demeure inconnu et le héros précise lui-même que personne ne l'utilise. Il entre à dix-huit ans à l'école du SNIF et ne semble pas vieillir au cours de la série. Il est sous-lieutenant dès la fin de sa formation et ne connaîtra aucun avancement en quarante missions.
Il utilise parfois l'identité d'Auguste Pichenet dont il a dû apprendre la biographie (Langelot agent secret). Il habite à Boulogne-Billancourt, près de la place Marcel-Sembat. Muni du baccalauréat, il n'a pas engagé d'études supérieures, ni choisi une orientation professionnelle, avant son admission à l'école de formation du SNIF. Il en sort major de promotion, ce qui lui vaut son grade, ses camarades recevant d'abord celui d'aspirant. Il se donne un cri de guerre qu'il utilise soit pour se donner du courage soit pour faire comprendre qu'il a trouvé la solution d'une énigme: « Snif, snif ». 
C'est un jeune homme charmeur et sportif, d’apparence innocente avec sa petite taille et sa mèche blonde lui barrant le front.

### Compétences
Langelot est très compétent dans de nombreux domaines. Son métier d'agent de renseignement nécessite une personnalité bien particulière. Quelques-uns de ces domaines de compétence ou de ses traits de personnalité ressortent davantage, ou sont clairement sollicités.
Langelot cultive les compétences techniques d'un combattant : il possède notamment les aptitudes d'un tireur de précision (« d'élite »). Dès sa formation initiale, il se révèle également performant en tir au jugé. Il utilise principalement un pistolet de calibre .22 Long Rifle, qui selon lui est l'« arme des bons tireurs ». Son efficacité et sa maîtrise des arts martiaux englobent plusieurs disciplines. Il est un « judoka expérimenté » : il apprend et pratique le judo, dont il est ceinture noire avec plusieurs dans, ainsi que le ju-jitsu dont il utilise les techniques de frappe. Il s'entraîne également au karaté, dont il est ceinture noire, puis rouge (à sa trente-huitième mission). Il fait aussi allusion à sa connaissance du combat rapproché, ou close combat, qui fait partie des matières dispensées à l'école du SNIF, dans Langelot agent secret.
Langelot a suivi des cours de pilotage automobile auprès d'anciens coureurs. Il a appris à gouverner un voilier, en particulier en accomplissant auprès d'officiers de la Marine nationale un stage intensif de niveau supérieur à celui des Glénans. Souvent mobilisé par la protection de secrets de nature technique ou technologique, il montre à cet égard une constante curiosité scientifique. Il se révèle toujours à l'aise avec le matériel technique : utilisation d'appareils de radiogoniométrie ou maniement d'appareils radio de toute nature. Il maîtrise par ailleurs le Morse.
Il manifeste souvent son goût pour la culture générale, notamment littéraire. Ses compétences linguistiques demeurent assez réduites ; son niveau d'anglais est notablement faible et il ne connait pas l'allemand. Il parle couramment l'espagnol, presque sans accent .

### Personnalité
Langelot, jeune officier, se montre énergique, loyal, doté du sens de l'honneur et patriotique. Dès son recrutement, il confesse qu'il aime le danger. Il sait faire preuve d'audace et parvient à dominer des peurs. Son sens du raisonnement, de l'analyse, de la mise en perspective des petits détails rappellent quelquefois les enquêtes de Sherlock Holmes[réf. nécessaire] et vont de pair avec son intuition, généralement bonne conseillère. Sa grande mémoire, développée à l'école du SNIF, et son sens de l'observation constituent des atouts. Langelot sait feindre la naïveté, l'ignorance, le dépit ou la déception. Il dissimule sa véritable personnalité autant que nécessaire et fait preuve d'autorité lorsqu'il en a besoin.
Il apprécie la nourriture et à la gastronomie ; les menus des repas sont souvent mentionnés. Il évite tous les alcools et ne fume pas.
Le capitaine Monferrand ne se prive jamais de le taquiner sur son « cœur d'artichaut », sa propension à céder aux charmes des jeunes filles. Pour autant, la vie privée de Langelot demeure mystérieuse. Le romantisme est peu présent, voire absent. Alors que son chef direct, le capitaine Montferrand, jouit d'une vie familiale, parfois partagée avec Langelot, ce dernier n'évoque jamais une telle perspective pour lui-même. 
L'un de ses défauts professionnels majeurs réside dans son penchant irrépressible à prendre des initiatives risquées qui dépassent le cadre strict de ses ordres de mission. Son sens de l'initiative est un trait dominant de sa personnalité. À rebours, Langelot analyse les situations en profondeur, y compris sous l'angle des rapports humains[réf. souhaitée], pour échafauder des scénarios permettant de sortir des situations scabreuses. Il fait preuve de stratégie, voire de maturité, compensant d'abord son inexpérience, puis sa perpétuelle jeunesse.

## Analyse
Les références culturelles, les principes ou les valeurs auxquels était attaché Vladimir Volkoff (pour lesquels il a été critiqué), ne semblent pas ressortir de ce personnage au cours de la série. Il n'est par exemple mentionné ou sous-entendu nulle part que Langelot serait religieux, monarchiste, anti-communiste, défenseur de l'aristocratie, colonialiste, islamophobe ou encore royaliste. Langelot proteste contre les « préjugés de couleur » manifestes.
Le double jeu permanent entre les initiatives incongrues de Langelot et ses succès inespérés forment la mécanique profonde de chacune de ses missions[réf. nécessaire].
La série utilise fréquemment la substitution d’identités. Langelot adopte un nom de couverture : par défaut, Auguste Pichenet, mais aussi Daniel Sluni, Jean-Claude Blisson ou Noël Vachette. D'autres personnages de la série en usent également : Georgette, Hector Saupiquet, Horace Kauf, par exemple.

## Héritage
La lecture des romans de Langelot aurait été à la source de nombreuses vocations de spécialistes du renseignement.